# Friedrich Kasiski
Majoor Friedrich Wilhelm Kasiski (Schlochau in West-Pruisen, thans Człuchów in Polen, 29 november 1805 - 22 mei 1881) was Pruisisch infanterieofficier, cryptograaf en archeoloog.

## Militaire dienst
Op 20 maart 1823, op zeventienjarige leeftijd, meldde hij zich aan bij het Oost-Pruisische 33ste infanterie regiment. In mei 1824 promoveerde hij tot sergeant-majoor, acht maanden later tot 2e luitenant. Het zou 14 jaar duren voordat hij zijn volgende promotie, tot 1e luitenant, kreeg, in mei 1839, waarna hij in november 1842 promoveerde tot kapitein. Op 17 februari 1852 gaat hij met pensioen uit het leger. Hij heeft dan de rang van majoor.
Tussen 1860 en 1868 was hij commandant van een bataljon van de Pruisische Nationale Garde.

## Cryptografie
In 1863 publiceerde Kasiski een 95 pagina's tellend boek over cryptografie, Die Geheimschriften und die Dechiffrierkunst (Duits, Geheimschrift en de kunst der ontsleuteling). Dit werk bevat de eerste bekende procedure voor het cryptoanalyse aanvallen van polyalfabetische substitutie versleutelingen, specifiek voor vigenèrecijfers (hoewel niet wordt uitgesloten dat Charles Babbage alreeds op de hoogte was van soortgelijke methoden). De methode baseert zich op de analyse van de gaten tussen herhaalde fragmenten binnen de versleutelde tekst; zulke analyses kunnen aanwijzingen verschaffen over de lengte van de gebruikte sleutel. De methode draagt de naam Kasiski-examinatie. Later werkte hij mee aan een andere methode, genaamd de dubbele codering.